# Swanzey
Swanzey est une ville du comté de Cheshire dans l'État du New Hampshire aux États-Unis. 
Sa population était 230 habitants au recensement de 2010. La ville est dotée de quatre ponts couverts. Elle s'enorgueillit d'avoir été pendant quelques années la résidence d'été du poète Joyce Kilmer.
Sa superficie totale est de 117 km2. Elle est traversée par la rivière Ashuelot.